# Türkiye Kupası 1997/98
Die Türkiye Kupası 1997/98 war die 36. Auflage des türkischen Fußball-Pokalwettbewerbes. Der Wettbewerb begann am 17. September 1997 mit der 1. Runde und endete am 8. April 1998 mit dem Rückspiel des Finales. Im Endspiel trafen Galatasaray Istanbul und Beşiktaş Istanbul aufeinander. Galatasaray nahm zum 16. Mal am Finale teil und Beşiktaş zum 9. Mal. Beide Vereine spielten zum vierten Mal im Finale gegeneinander.
Beşiktaş Istanbul gewann den Pokal zum 5. Mal. Sie besiegten Galatasaray Istanbul im entscheidenden Rückspiel im Elfmeterschießen mit 2:4. Im Hin- und Rückspiel war das Ergebnis ein 1:1-Unentschieden.

## Teilnehmende Mannschaften
Für den türkischen Pokal waren folgende 83 Mannschaften teilnahmeberechtigt:
| 1. Lig die 18 Vereine der Saison 1997/1998 | 2. Liga die 51 Vereine der Saison 1997/1998 | 3. Liga die 14 Vereine aus der Aufstiegsrunde der Saison 1996/1997 |
| Altay İzmir Antalyaspor Beşiktaş Istanbul Bursaspor Dardanelspor Fenerbahçe Istanbul Galatasaray Istanbul Gaziantepspor Gençlerbirliği Ankara İstanbulspor Karabükspor Kayserispor Kocaelispor MKE Ankaragücü Samsunspor Şekerspor Trabzonspor Vanspor | Adana Demirspor Adanaspor Adıyamanspor Afyonspor Aliağa Belediyespor Ankara Demirspor Ankaraspor Artvin Hopaspor Aydınspor Bakırköyspor Batman Petrolspor Beylerbeyi SK Boluspor Bucaspor Çaykur Rizespor Çorumspor Denizlispor Diyarbakırspor Düzcespor Edirnespor Elazığspor Erzincanspor Erzurumspor Eskişehirspor Gaziantep BB Gaziosmanpaşaspor Giresunspor Göztepe Izmir Hatayspor Istanbul BB Karşıyaka SK Kartalspor Kasımpaşa Istanbul Keçiörengücü Konyaspor Kuşadasıspor Malatyaspor Marmarisspor Mersin İdman Yurdu Orduspor PTT Sarıyer GK Sakaryaspor Şanlıurfaspor Siirtspor TKI Soma Linyitspor Turgutluspor Yeni Salihlispor Yozgatspor Zeytinburnuspor Zonguldakspor | Ağrıspor A.S.K.İ. Spor Batman Belediyespor Gümüşhanespor Ispartaspor Izmirspor Keşanspor Kilis Belediyespor Kırklarelispor Petrol Ofisi SK Tarsus İdman Yurdu Uşakspor Üsküdar Anadolu Yalovaspor |

## 1. Hauptrunde
Die 1. Hauptrunde fand am 17. September 1997 statt. In dieser Runde traten aus sieben Gruppen 14 Mannschaften der 3. Liga an. Diese Mannschaften belegten während der Saison 1996/97 die Plätze 2 bis 3.
Amasyaspor und Mardinspor erhielten ein Freilos und waren für die 2. Hauptrunde direkt qualifiziert.
|                     | Ergebnis  |                    |
| ------------------- | --------- | ------------------ |
| Batman Belediyespor | 3:4 (1:3) | Kilis Belediyespor |
| Gümüşhanespor       | 4:3 (3:0) | Ağrıspor           |
| Ispartaspor         | 2:1 (2:0) | Tarsus İdman Yurdu |
| Izmirspor           | 3:1 (3:1) | Uşakspor           |
| Kırklarelispor      | 0:1 (0:0) | Keşanspor          |
| Petrol Ofisi SK     | 0:2 (0:1) | A.S.K.İ. Spor      |
| Üsküdar Anadolu     | 4:2 (2:1) | Yalovaspor         |

## 2. Hauptrunde
Die 2. Hauptrunde wurde am 1. Oktober 1997 ausgetragen. Zu den 7 Siegern aus der 1. Hauptrunde nahmen hier die 51 Mannschaften aus der 2. Liga der Saison 1997/98 teil.
|                    | Ergebnis              |                     |
| ------------------ | --------------------- | ------------------- |
| Adıyamanspor       | 0:1 (0:1)             | Hatayspor           |
| Artvin Hopaspor    | 1:3 (1:1)             | Erzurumspor         |
| A.S.K.İ. Spor      | 2:3 (0:1)             | PTT                 |
| Aydınspor          | 1:0 n. V.             | Marmarisspor        |
| Bakırköyspor       | 4:1 (3:1)             | Edirnespor          |
| Beylerbeyi SK      | 0:1 (0:0)             | Sarıyer GK          |
| Boluspor           | 4:2 (2:0)             | Keçiörengücü        |
| Bucaspor           | 5:3 (2:1)             | TKI Soma Linyitspor |
| Çaykur Rizespor    | 0:0 n. V. (1:4 i. E.) | Giresunspor         |
| Çorumspor          | 1:1 n. V. (1:4 i. E.) | Orduspor            |
| Denizlispor        | 4:0 (1:0)             | Kemerspor           |
| Elazığspor         | 3:0 (2:0)             | Siirtspor           |
| Eskişehirspor      | 3:2 n. V. (2:2, 0:2)  | Ankara Demirspor    |
| Gaziantep BB       | 5:0 (1:0)             | Kilis Belediyespor  |
| Gaziosmanpaşaspor  | 2:1 (1:0)             | Zeytinburnuspor     |
| Gümüşhanespor      | 3:0 (1:0)             | Erzincanspor        |
| Ispartaspor        | 2:1 (0:1)             | Afyonspor           |
| Karşıyaka SK       | 4:2 (3:0)             | Yeni Salihlispor    |
| Kartalspor         | 2:1 (1:0)             | Sakaryaspor         |
| Keşanspor          | 2:0 (1:0)             | Kasımpaşa Istanbul  |
| Konyaspor          | 3:2 n. V. (2:2, 0:0)  | Adanaspor           |
| Kuşadasıspor       | 0:1 (0:0)             | Izmirspor           |
| Malatyaspor        | 0:2 (0:1)             | Batman Petrolspor   |
| Mersin İdman Yurdu | 1:0 (0:0)             | Adana Demirspor     |
| Şanlıurfaspor      | 2:1 (1:1)             | Diyarbakırspor      |
| Turgutluspor       | 1:0 (0:0)             | Göztepe Izmir       |
| Üsküdar Anadolu    | 2:3 n. V. (1:1, 0:0)  | Istanbul BB         |
| Yozgatspor         | 0:6 (0:1)             | Ankaraspor          |
| Zonguldakspor      | 3:2 (2:1)             | Düzcespor           |

## 3. Hauptrunde
Die 3. Hauptrunde wurde am 15. Oktober 1997 ausgetragen. Es spielten die 29 Sieger aus der 2. Hauptrunde gegeneinander. Batman Petrolspor erhielt nach der Auslosung ein Freilos und war für die 4. Hauptrunde qualifiziert.
|                    | Ergebnis             |                   |
| ------------------ | -------------------- | ----------------- |
| Ankaraspor         | 3:1 (1:0)            | Boluspor          |
| Aydınspor          | 0:1 (0:0)            | Karşıyaka SK      |
| Bakırköyspor       | 1:2 (0:1)            | Gaziosmanpaşaspor |
| Bucaspor           | 2:0 n. V.            | Turgutluspor      |
| Istanbul BB        | 4:1 (2:0)            | Keşanspor         |
| Erzurumspor        | 2:1 (0:0)            | Giresunspor       |
| Hatayspor          | 3:1 (1:1)            | Gaziantep BB      |
| Izmirspor          | 2:5 (0:2)            | Denizlispor       |
| Kartalspor         | 3:0 (2:0)            | Sarıyer GK        |
| Konyaspor          | 1:0 (0:0)            | Ispartaspor       |
| Mersin İdman Yurdu | 1:0 n. V.            | Eskişehirspor     |
| Orduspor           | 1:3 (0:1)            | Gümüşhanespor     |
| Şanlıurfaspor      | 4:1 n. V. (1:1, 0:0) | Elazığspor        |
| PTT                | 2:4 (2:1)            | Zonguldakspor     |

## 4. Hauptrunde
Die 4. Hauptrunde wurde am  29. Oktober 1997 ausgetragen. Zu den 15 Siegern aus der 3. Hauptrunde nahmen hier die Aufsteiger aus der 2. Liga teil.
|                    | Ergebnis              |               |
| ------------------ | --------------------- | ------------- |
| Ankaraspor         | 0:3 (0:1)             | Karabükspor   |
| Batman Petrolspor  | 1:2 n. V. (1:1, 0:1)  | Şanlıurfaspor |
| Bucaspor           | 1:0 (0:0)             | Konyaspor     |
| Denizlispor        | 5:1 (4:0)             | Karşıyaka SK  |
| Gaziosmanpaşaspor  | 0:2 (0:1)             | Istanbul BB   |
| Gümüşhanespor      | 3:3 n. V. (5:3 i. E.) | Erzurumspor   |
| Kayserispor        | 0:4 (0:2)             | Şekerspor     |
| Mersin İdman Yurdu | 1:3 (1:1)             | Hatayspor     |
| Zonguldakspor      | 0:1 (0:0)             | Kartalspor    |

## 5. Hauptrunde
Die 5. Hauptrunde wurde am  19. November 1997 ausgetragen. Zu den 9 Siegern aus der 4. Hauptrunde nahmen hier die Erstligisten von Platz 9 bis 15 der Saison 1996/97 teil.
|                       | Ergebnis              |               |
| --------------------- | --------------------- | ------------- |
| Antalyaspor           | 4:1 n. V. (1:1, 0:0)  | Dardanelspor  |
| Şekerspor             | 2:2 n. V. (3:1 i. E.) | Istanbul BB   |
| Hatayspor             | 2:3 (1:2)             | Altay Izmir   |
| Karabükspor           | 4:0 (1:0)             | Bucaspor      |
| Kartalspor            | 1:2 (0:0)             | Gümüşhanespor |
| Şanlıurfaspor         | 0:1 (0:1)             | Vanspor       |
| MKE Ankaragücü        | 4:3 n. V. (3:3, 1:2)  | Denizlispor   |
| Gençlerbirliği Ankara | 3:0 (3:0)             | Samsunspor    |

## Achtelfinale
Im Achtelfinale kamen die Erstligisten von Platz 1 bis 8 hinzu.
- Hinspiele: 2./3. Dezember 1997
- Rückspiele: 16./17. Dezember 1997

|                      | Gesamt |                       | Hinspiel | Rückspiel |
| -------------------- | ------ | --------------------- | -------- | --------- |
| Gümüşhanespor        | 1:5    | Kocaelispor           | 1:1      | 0:4       |
| Karabükspor          | 2:3    | Bursaspor             | 2:1      | 0:2       |
| Antalyaspor          | 1:4    | Fenerbahçe Istanbul   | 1:3      | 0:1       |
| Şekerspor            | 0:5    | Trabzonspor           | 0:2      | 0:3       |
| Beşiktaş Istanbul    | 8:4    | Gençlerbirliği Ankara | 3:3      | 5:1       |
| Gaziantepspor        | 3:1    | MKE Ankaragücü        | 2:1      | 1:0       |
| Galatasaray Istanbul | 2:1    | Vanspor               | 2:1      | 0:0       |
| İstanbulspor         | 4:2    | Altay Izmir           | 3:0      | 1:2       |

## Viertelfinale
- Hinspiele: 27./28. Januar 1998
- Rückspiele: 10./11. Februar 1998

|                      | Gesamt |               | Hinspiel | Rückspiel |
| -------------------- | ------ | ------------- | -------- | --------- |
| Beşiktaş Istanbul    | 4:0    | İstanbulspor  | 2:0      | 2:0       |
| Bursaspor            | 2:3    | Kocaelispor   | 1:2      | 1:1       |
| Fenerbahçe Istanbul  | 2:4    | Trabzonspor   | 2:1      | 0:3       |
| Galatasaray Istanbul | 2:1    | Gaziantepspor | 2:0      | 0:1       |

## Halbfinale
- Hinspiele: 25. Februar 1998
- Rückspiele: 10./11. März 1998

|             | Gesamt |                      | Hinspiel | Rückspiel |
| ----------- | ------ | -------------------- | -------- | --------- |
| Trabzonspor | 2:4    | Galatasaray Istanbul | 0:0      | 2:4       |
| Kocaelispor | 1:5    | Beşiktaş Istanbul    | 0:1      | 1:4       |

## Finale

### Hinspiel
| Paarung              | Beşiktaş Istanbul – Galatasaray Istanbul |
| Ergebnis             | 1:1 (0:0) |
| Datum                | 25. März 1998 um 19:30 Uhr |
| Stadion              | Inönü-Stadion, Istanbul |
| Schiedsrichter       | Orhan Erdemir (Istanbul) |
| Tore                 | 0:1 Okan Buruk (52.) 1:1 Ertuğrul Sağlam (85.) |
| Beşiktaş Istanbul    | Fevzi Tuncay – Erkan Avseren, Ali Eren Beşerler, Slatko Jankow, Rahim Zafer – Mutlu Topçu, Tayfur Havutçu, Mehmet Özdilek – Daniel Amokachi, Ertuğrul Sağlam, Oktay Derelioğlu Cheftrainer: John Toshack ( Wales)                             |
| Galatasaray Istanbul | Mehmet Bölükbaşı – Hakan Ünsal, Fatih Akyel, Bülent Korkmaz, Gheorghe Popescu – Iulian Filipescu, Gheorghe Hagi (79. Emre Belözoğlu), Suat Kaya, Okan Buruk, Ergün Penbe – Hakan Şükür, Arif Erdem (72. Ergün Penbe) Cheftrainer: Fatih Terim |
| Gelbe Karten         | Ertuğrul Sağlam – Gheorghe Hagi |

### Rückspiel
| Paarung              | Galatasaray Istanbul – Beşiktaş Istanbul |
| Ergebnis             | 1:1 n. V., 2:4 i. E. |
| Datum                | 8. April 1998 um 18:00 Uhr |
| Stadion              | Ali-Sami-Yen-Stadion, Istanbul |
| Schiedsrichter       | Erol Ersoy (Istanbul) |
| Tore                 | 0:1 Mehmet Özdilek (44.) 1:1 Arif Erdem (71.) Elfmeterschießen: 0:1 Ertuğrul Sağlam 1:1 Gheorghe Popescu 1:2 Mehmet Özdilek 2:2 Arif Erdem 2:3 Tayfur Havutçu 2:4 Daniel Amokachi                                                                      |
| Galatasaray Istanbul | Mehmet Bölükbaşı – Gheorghe Popescu, Fatih Akyel (46. Emre Belözoğlu), Bülent Korkmaz, Hakan Ünsal (82. Osman Coşkun) – Tugay Kerimoğlu, Gheorghe Hagi, Okan Buruk, Iulian Filipescu – Arif Erdem, Hakan Şükür Cheftrainer: Fatih Terim                |
| Beşiktaş Istanbul    | Fevzi Tuncay – Erkan Avseren, Alpay Özalan, Slatko Jankow, Rahim Zafer – Yusuf Tokaç (62. Mutlu Topçu), Tayfur Havutçu, Mehmet Özdilek – Daniel Amokachi, Ertuğrul Sağlam, Oktay Derelioğlu (108. Hikmet Çapanoğlu) Cheftrainer: John Toshack ( Wales) |
| Gelbe Karten         | Gheorghe Hagi, Hakan Ünsal, Gheorghe Popescu – Oktay Derelioğlu, Slatko Jankow, Alpay Özalan, Tayfur Havutçu |

## Beste Torschützen
| Rang | Spieler          | Verein            | Tore |
| ---- | ---------------- | ----------------- | ---- |
| 1    | Hasan Çelik      | Denizlispor       | 5    |
| 2    | Milivojev Ivica  | Denizlispor       | 4    |
| 2    | Mutlu Dervişoğlu | Gümüşhanespor     | 4    |
| 2    | Ertuğrul Sağlam  | Beşiktaş Istanbul | 4    |